# Павловка (Львовская область)
Павловка (укр. Павлівка) — село в Хыровской городской общине Самборского района Львовской области Украины.
Население по переписи 2001 года составляло 27 человек. Занимает площадь 0,106 км². Почтовый индекс — 82056. Телефонный код — 3238.